# Wilgotnica szerokoblaszkowa

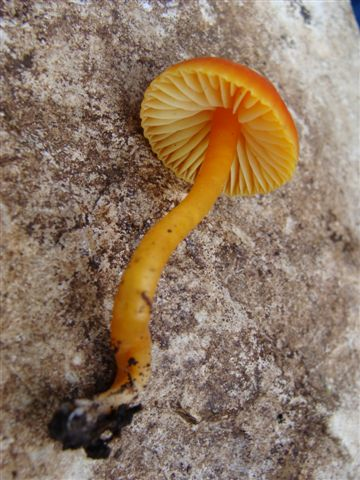

Wilgotnica szerokoblaszkowa (Hygrocybe mucronella (Fr.) P. Karst.) – gatunek grzybów z rodziny wodnichowatych (Hygrophoraceae).

## Systematyka i nazewnictwo
Pozycja w klasyfikacji według Index Fungorum: Hygrocybe, Hygrophoraceae, Agaricales, Agaricomycetidae, Agaricomycetes, Agaricomycotina, Basidiomycota, Fungi.
Po raz pierwszy takson ten zdiagnozował w 1838 r. Elias Fries nadając mu nazwę Hygrophorus mucronellus. Obecną, uznaną przez Index Fungorum nazwę nadał mu w 1879 r. Petter Karsten.
Synonimy:

- Gliophorus reae (Maire) Herink 1958
- Gliophorus reae (Maire) Kovalenko 1988
- Hygrocybe mucronella var. mite (Kühner) E. Ludw 2012
- Hygrocybe mucronella (Fr.) P. Karst. 1879 var. mucronella
- Hygrocybe reae (Maire) J.E. Lange 1923
- Hygrocybe reae var. mite Kühner 1977
- Hygrocybe reae (Maire) J.E. Lange 1923var. reae
- Hygrocybe reae var. siccipes Bon 2000
- Hygrophorus mucronellus Fr. 1838
- Hygrophorus mucronellus Fr. 1838 f. mucronellus
- Hygrophorus mucronellus f. striata Killerm. 1933)
- Hygrophorus reae Maire 1910
- Hygrophorus reae Maire 1910 var. reae

Nazwę polską wilgotnica szerokoblaszkowa nadała w 1997 r. Barbara Gumińska dla synonimu Hygrocybe reae. W piśmiennictwie naukowym gatunek ten opisywany był także jako wilgotnica angielska lub wilgotnica gorzka.

## Morfologia
Kapelusz
Średnicy 0,5–1 cm, początkowo dzwonkowaty i na szczycie uwypuklony, później stożkowaty. Jest higrofaniczny; w stanie wilgotnym prążkowany od przeświecających blaszek. Powierzchnia gładka, nieco śluzowata, o barwie od pomarańczowoczerwonej do czerwonej, w stanie suchym blaknie, poczynając od szczytu.
Blaszki
Przyrośnięte lub łukowato zbiegające, rzadkie, z blaszeczkami, na przekroju poprzecznym niemal trójkątne i bardzo szerokie (mają szerokość 3–4-razy większą od grubości miąższu). Ostrza równe.
Trzon
Wysokość do 2 cm, średnica od 0,2 do 0,3 cm, walcowaty, czasami nieco wygięty. Powierzchnia gładka, sucha, przy wilgotnej pogodzie lepka, pomarańczowożółta, tylko podstawa biaława.
Miąższ
Cienki, blady lub żółtawy, niezmienny, bez zapachu, nieco gorzki w smaku.

## Występowanie i siedlisko
Wilgotnica szerokoblaszkowa występuje tylko w Europie i na Wyspach Kanaryjskich. W Europie jest szeroko rozprzestrzeniona. W piśmiennictwie naukowym na terenie Polski do 2003 r. podano 9 stanowisk.
Można ją spotkać wśród traw na polanach, łąkach, pastwiskach, polanach śródleśnych, w rzadkich, świetlistych lasach. Preferuje podłoże wapienne. Owocniki wytwarza od września do października.

## Gatunki podobne
Wilgotnica juchtowa (Hygrocybe russocoriacea) jest większa i nie ma gorzkiego smaku, ponadto ma charakterystyczny juchtowy zapach.